# Li Jiayue
Dans ce nom chinois, le nom de famille, Li, précède le nom personnel.
Pour les articles homonymes, voir Li.
Li Jiayue (chinois : 李佳悦), née le 8 juin 1990, est une footballeuse internatioonale chinoise qui joue au Shanghai Vinpac, et fait partie de l'Équipe de Chine féminine de football. Elle évolue au poste de défenseure.